# Virgen de la Candelaria (Cuba)
La advocación de la Virgen de la Candelaria llegó a Cuba de parte de la emigración canaria al igual que en otros muchos países de Latinoamérica.

## Veneración y patronazgos
La Virgen de Candelaria es la patrona de las Islas Canarias y es ampliamente venerada en toda Cuba, pero quizás uno de los lugares donde es más patente su devoción es en Camagüey donde la Virgen de Candelaria es la patrona de la ciudad, encontrándose una talla suya en el altar mayor de la Parroquia Mayor. En San Fernando de Camarones la Virgen de Candelaria es la patrona de este pueblo fundado en 1714.
En este país su veneración se encuentra sincretizada por cultos afroamericanos como la Santería en donde la Virgen de Candelaria es conocida como Oyá.

## Otros datos
El municipio de Candelaria de la Provincia de Artemisa (Cuba), fue fundado por canarios, de ahí que tome el nombre de la ciudad canaria de Candelaria en Tenerife con la que se encuentra hermanada, lugar donde se venera a la Patrona de Canarias, la Virgen de Candelaria.